# Samsung Galaxy A53 5G
Samsung Galaxy A53 5G — смартфон середнього рівня, розроблений Samsung Electronics, що входить до серії Galaxy A. Був представлений 17 березня 2022 року разом з Samsung Galaxy A33 5G та Samsung Galaxy A73 5G.

## Дизайн

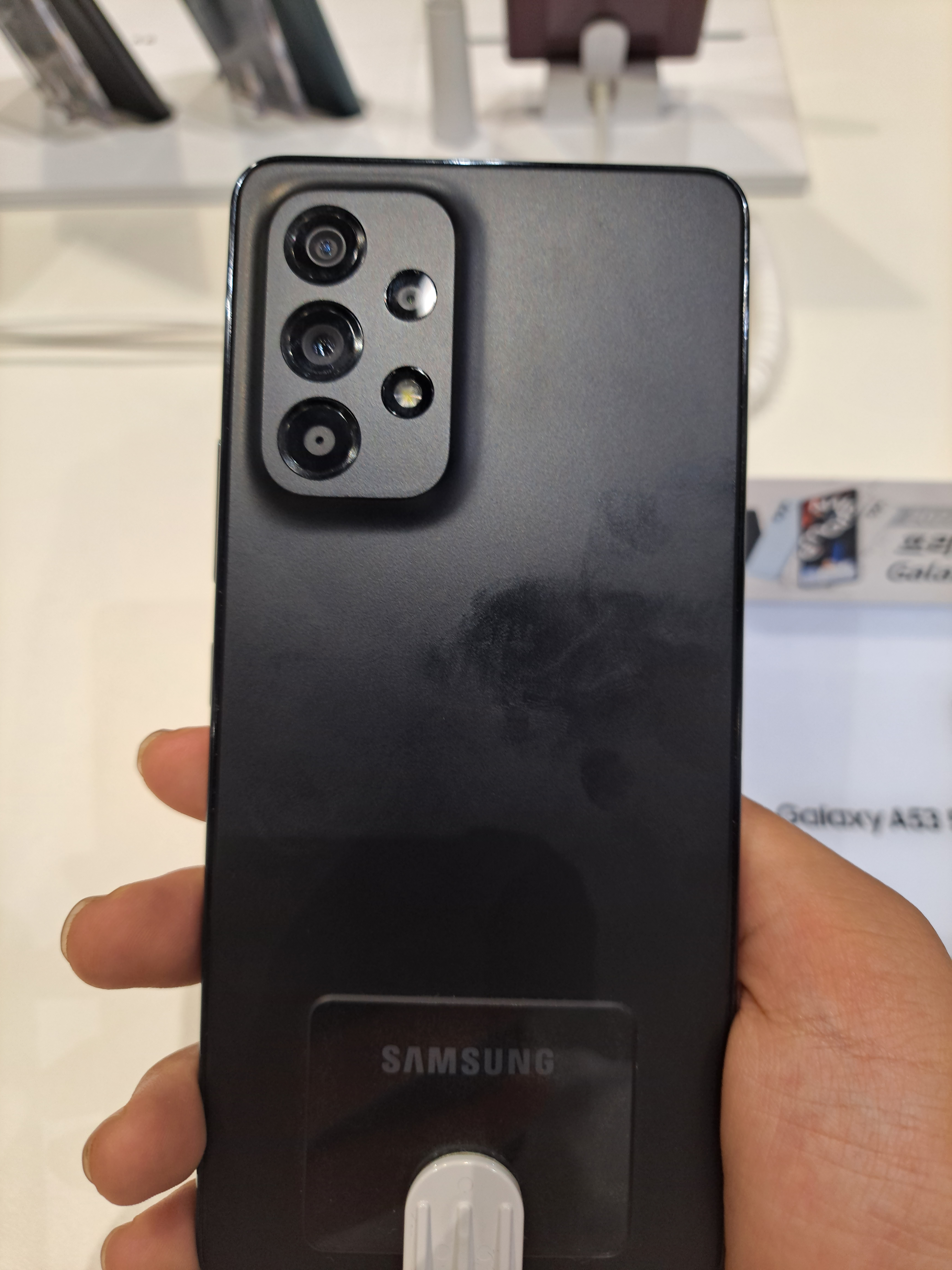
Задня частина Galaxy A53 5G

Екран виконаний зі скла Corning Gorilla Glass 5. Задня панель та бокова частина виготовлені з матового пластику.
За дизайном смартфон подібний до попередника, але як і в Samsung Galaxy A33 5G та Samsung Galaxy A73 5G, задня панель тепер повністю пласка, а перехід між задньою панеллю та блоком камери більш плавний. В Galaxy A53 5G, на відміну від Samsung Galaxy A52, відсутній 3.5 мм аудіороз'єм. Також Galaxy A53 5G має захист від вологи та пилу по стандарту IP67.
Знизу знаходяться роз'єм USB-C, динамік, мікрофон та залежно від версії слот під 1 SIM-картку і карту пам'яті формату microSD до 1 ТБ або гібридний слот під 2 SIM-картки або 1 SIM-картку і карту пам'яті формату microSD до 1 ТБ. Зверху розташований другий мікрофон. З правого боку розміщені кнопки регулювання гучності та кнопка блокування смартфона.
Смартфон продавався в 4 кольорах: чорному (Awesome Black), білому (Awesome White), блакитному (Awesome Blue) та помаранчевому (Awesome Peach).

## Технічні характеристики

### Апаратне забезпечення

#### Платформа
Пристрій отримав процесор Samsung Exynos 1280 та графічний процесор Mali-G68.

#### Акумулятор
Акумуляторна батарея отримала об'єм 5000 мА·год та підтримку швидкої зарядки на 25 Вт

#### Камера
Смартфон отримав основну квадрокамеру 64 Мп, f/1.8 (ширококутний) з фазовим автофокусом та оптичною стабілізацією + 12 Мп, f/2.2 (надширококутний) + 5 Мп, f/2.4 (макро) + 5 Мп, f/2.4 (сенсор глибини). Основна камера вміє записувати відео в роздільній здатності 4K@30fps. Фронтальна камера отримала роздільність 32 Мп, діафрагму f/2.2 (ширококутний) та здатність запису відео в роздільній здатності 4K@30fps.

#### Екран
Екран Super AMOLED, 6.5", FullHD+ (2400 × 1080) зі щільністю пікселів 407 ppi, співвідношенням сторін 20:9, частотою оновлення екрану 120 Гц та Infinity-O (круглим) вирізом під фронтальну камеру, що знаходиться зверху в центрі. Також в екран вмонтований сканер відбитку пальця.

### Звук
Galaxy A53 5G отримав стереодинаміки. Роль другого динаміка виконує розмовний. Також присутня підтримка Dolby Atmos.

#### Пам'ять
Смартфон продавався в комплектаціях 4/128, 6/128, 8/128, 6/256 та 8/256 ГБ. В Україні смартфон офіційно продається у комплектації 6/128 та 8/256 ГБ.

### Програмне забезпечення
Смартфон був випущений на One UI 4.1 на базі Android 12. Був оновлений до One UI 6.1 на базі Android 14.